# آرل آوونا
آرل آوونا (انگلیسی: Aurelle Awona؛ زادهٔ ۲ فوریهٔ ۱۹۹۳) بازیکن فوتبال اهل کامرون است.
از باشگاه‌هایی که در آن بازی کرده‌است می‌توان به اشاره کرد.
وی همچنین در تیم‌های ملی فوتبال تیم ملی فوتبال زنان فرانسه زیر ۱۹ سال و زنان کامرون بازی کرده‌است.